# Назарбаева, Сара Алпысовна
Са́ра Алпы́совна Назарба́ева (каз. Сара Алпысқызы Назарбаева; род. 12 февраля 1941, Кызылжар, Карагандинская область) — казахстанский общественный деятель, основатель и президент национального фонда «Бобек». Супруга первого президента Казахстана Нурсултана Назарбаева.

## Биография
Сара Конакаева родилась 12 февраля 1941 года в селе Кызыл-Жар Карагандинской области. Происходит из подрода мурат рода куандык племени аргын.
Когда Саре исполнилось 5 лет, у неё умерла мама. В 12-летнем возрасте девочка оставила школу и устроилась работать на швейную фабрику.
В 1962 году стала супругой Нурсултана Назарбаева. Они познакомились во время совместной работы в доменном цеху Карагандинского металлургического завода, где Назарбаев трудился горновым, а его будущая жена — рабочей электрической подстанции доменной печи. Трое дочерей: Дарига (род. 1963) и Динара (род. 1967) родились в Темиртау, Алия (род. 1980) — в Алма-Ате.
В 1972—1976 годах получала высшее образование в учебном заведении при заводе в Темиртау — ВТУЗ при Карагандинском металлургическом заводе по специальности «планирование промышленности». После окончания ВТУЗа работала на Карагандинском металлургическом заводе, ПО «Карагандауголь».
С февраля 1992 года — основатель и президент республиканского детского благотворительного фонда «Бобек».
С июля 1994 года — президент фонда «SOS — детские деревни Казахстана» (филиал австрийского фонда SOS Kinderdorf International).
В марте 1999 года стала председателем попечительского совета благотворительного фонда «Демография».

## Благотворительность и общественная деятельность

### Благотворительный фонд «Бобек»
В 1992 году Сара Назарбаева основала фонд «Бобек», основными целями которого являются: защита матери и ребёнка, попечительство над детскими домами и домами ребёнка, переоснащение школ современным оборудованием, поддержка одарённых детей малообеспеченных семей, оказание помощи в охране здоровья детей.
В 1992 году фонд впервые в Казахстане провёл международный телемарафон «Дом радости и надежды» (каз. Қуаныш пен үміт үйі), средства от которого были направлены на строительство детского лечебно-оздоровительного центра «Бобек» (Алма-Ата). С 1994 года «Бобек» стал членом Департамента общественной информации ООН. В 1995 году организовано благотворительное мероприятие под девизом «Казахстанский бизнес — больным детям!». Собранные средства были направлены на приобретение оборудования и ремонт Республиканского института туберкулеза, детского отделения Института онкологии и детского лечебно-оздоровительного центра.
В 1995 году совместно с правительством Казахстана и Детским фондом ООН (ЮНИСЕФ) «Бобек» представил проект «АСПЕРА» (Аральское море: проект экологической и региональной помощи) по улучшению социальных условий материнства и детства в приаральском регионе Казахстана. В марте 1996 года приаральский регион посетили президент фонда «Бобек» Сара Назарбаева и исполнительный директор ЮНИСЕФ Кэрол Беллами.
В 2014 году Сара Назарбаева инициировала ещё одну социальную программу в поддержку детей-сирот и детей, оставшихся без попечения родителей. 1 июля 2011 года она подписала Соглашение по оказанию целевой благотворительной помощи воспитанникам организаций образования в рамках программы Государственной образовательной накопительной системы (ГОНС). В рамках соглашения фонд «Бобек» безвозмездно открыл образовательные вклады для 7 тысяч детей из детских домов. Почти 90 % детей-сирот в Казахстане получили гарантию обучения в вузе или колледже, вне зависимости от получения государственного образовательного гранта.

### Фонд «SOS — детские деревни Казахстана»
В 1993 году, будучи в Мюнхене, Сара Назарбаева посетила местную детскую деревню, построенную Международным благотворительным фондом SOS Kinderdorf International, где дети-сироты жили в семьях, с мамами, каждая семья в отдельном доме. Сара Назарбаева начала работу по внедрению данного опыта в Казахстане, и в 1993 году по её инициативе был заключён договор между правительством Республики Казахстан и Международным фондом SOS Kinderdorf International. В 1994 году был создан фонд «SOS Детские деревни Казахстана», президентом которого стала Сара Назарбаева.
Первая детская деревня была открыта в 1997 году в Алма-Ате, вторая — в 2000 году в Астане, третья — в 2004 году в Темиртау.
Участвовала в разработке закона «О детских деревнях семейного типа и домах юношества», который был принят в декабре 2000 года. Согласно закону, модель семейного воспитания SOS Детских деревень была воспроизведена в государственных детских деревнях и домах юношества. Закон предусматривает удовлетворение прав детей-сирот и детей, оставшихся без попечения родителей, жить и воспитываться в семье, а также создание правовых предпосылок физического, психического, нравственного и духовного развития таких детей.
При непосредственном содействии Сары Назарбаевой также был разработан и в августе 2002 года принят закон «О правах ребенка».

## Предмет «Самопознание»
Сара Назарбаева является автором образовательного проекта по возрождению нравственно-духовных ценностей, который называется «Самопознание»: главная его цель — общее развитие ребенка, формирование духовного мира и общечеловеческих ценностей, научить детей жить в гармонии с самим собой и с окружающим миром.
В 2001 году в рамках пилотного проекта «Самопознание» внедрили в казахстанских школах. На начало 2010 года предмет практиковался в 184 из 10,5 тысяч образовательных учреждений Казахстана. С 2010/2011 учебного года «Самопознание» начали изучать как обязательный предмет в школах. В феврале 2022 года Национальная академия образования представила проект, предусматривающий перевод предмета из обязательных в факультативные. Начиная с 2022/2023 учебного года во многих школах уроки самопознания не проводились.

## Книги
Сара Назарбаева является автором ряда книг, посвящённых здоровому образу жизни:
- «Педагогические проблемы укрепления и развития здоровья учащихся, их нравственного воспитания с использованием системы „Детка“ Порфирия Корнеевича Иванова» (1999)
- «Здоровье человека и система П. К. Иванова „Детка“» (1999, в соавторстве);
- «Путь к себе. Учение Порфирия Корнеевича Иванова как метод воспитания здоровой личности» (1999)
- «Этика жизни» (2001)
- «С любовью» (2001)
- «Самопознание» (2009, учебник для нового одноимённого учебного предмета в Казахстане)[17].

## Награды
- Орден «Достык» I степени (декабрь 2001 года)[5];
- Орден «Барыс» II степени (2017 год);
- Орден «Барыс» I степени (2019 год)[18];
- Почётный работник образования Республики Казахстан[5];
- Золотая медаль Международного фонда SOS Kinderdorf International (1999 год) — за особые заслуги в решении вопросов детей-сирот[5];
- Золотая медаль им. Чингиза Айтматова (ноябрь 2003 года) — за вклад в философию самопознания и культуру чтения[5];
- Памятная медаль Детского фонда ООН — ЮНИСЕФ (декабрь 2007 года)[5];
- Международная премия Всемирной организации здравоохранения им. Ихсана Дограмачи[5];
- Международная премия «Unity»[5];
- Премия «Курманджан Датка» — за плодотворную деятельность в области охраны здоровья, благотворительности и духовного формирования подрастающего поколения[5];
- Лауреат межгосударственной премии «Звёзды Содружества» (апрель 2010 год)[5];
- Награда Международного фонда SOS Kinderdorf International — «Золотое кольцо» (2010)[19];
- Орден Славы и Чести (РПЦ, 2011 год)[20];
- Орден Святой равноапостольной княгини Ольги I степени (РПЦ, 2016 год)[21].